# 龙山站 (平安南道)
龍山站（韓語：룡산역）是朝鮮民主主義人民共和國平安南道北仓郡龍山里的一個鐵路車站，属于得将線。

## 邻近车站
得将線
陽村站 - 龍山站 - 得将站